# Humanae Vitae

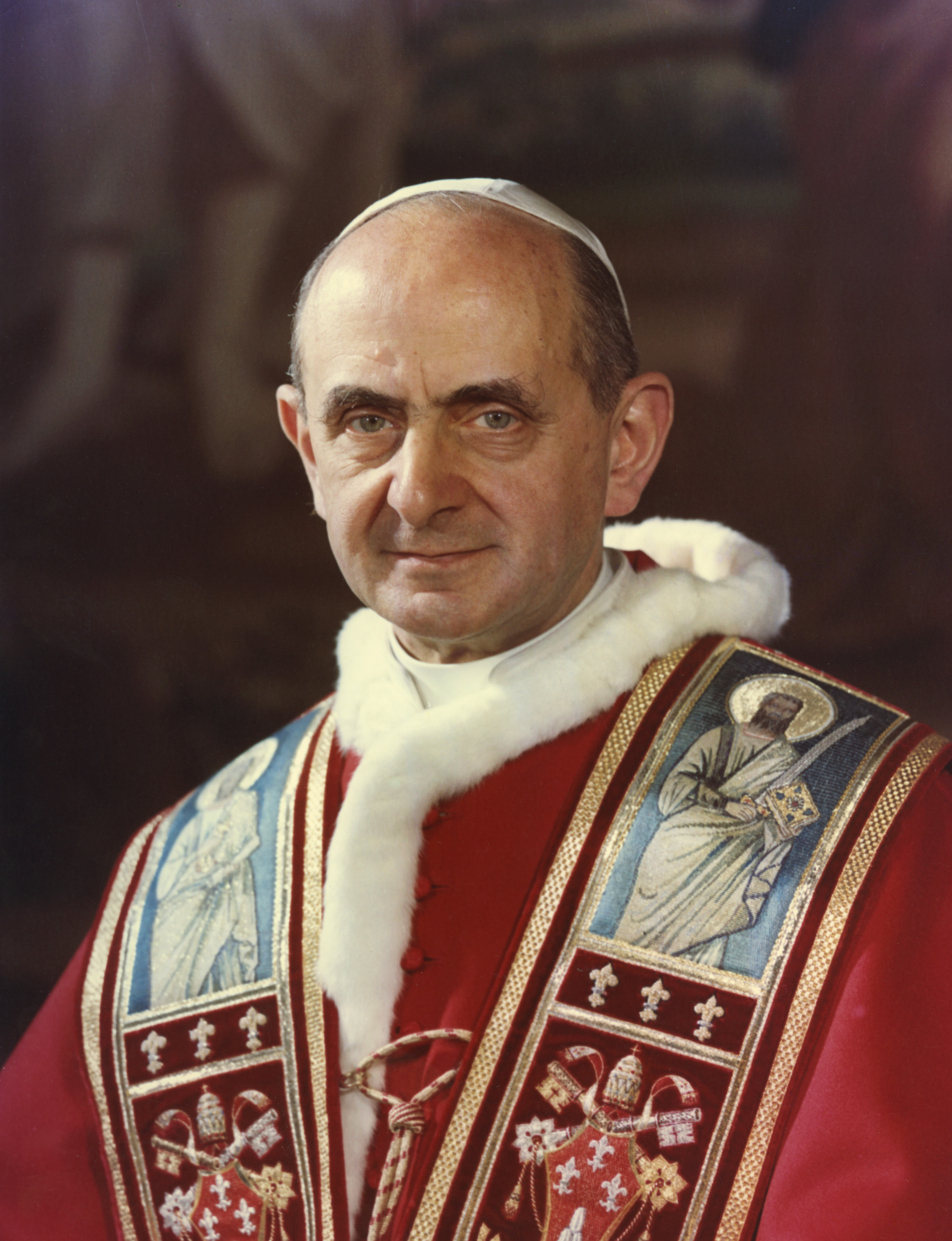
Påve Paulus VI, som promulgerade Humanae Vitae den 25 juli 1968.

Humanae Vitae (latin Om det mänskliga livet) är en encyklika utfärdad av påve Paulus VI den 25 juli 1968. Encyklikan förbjuder varje form av preventivmedel eller handling före, efter eller under sexualakten som är avsedd att förhindra befruktning. Enligt encyklikan är det inte heller tillåtet att låta sterilisera sig. 
Preventivmedelsförbudet motiveras med att naturrätten skall vara vägledande för det äktenskapliga samlivet mellan man och kvinna. Med hänvisning till tidigare påvliga encyklikor slås fast att äktenskapet är heligt och man ingår det vid sina sinnes fulla bruk och frivilligt inför Gud. Därför är det även evigt, och skilsmässor inte möjliga. I encyklikan bekräftade påven även läran att Romersk-katolska kyrkan betraktar abort som en mycket allvarlig synd.  
Encyklikan offentliggjordes vid en presskonferens den 29 juli av monsignor Ferdinando Lambruschini, professor i moralteologi vid Påvliga Lateranuniversitetet. Lambruschini kommenterade att ingen påve gjort yttranden inom moralområdet på ett sådant sätt att de skulle betraktas som ofelbara, och att inte heller Humanae Vitae var ett yttrande ex cathedra men tillade att detta inte innebar att det gick att, som katolik, hysa en annan moraliskt giltig åsikt och att de som under de senaste åren lärt att man kunde använda preventivmedel måste byta attityd. Huruvida Lambruschinis åsikt om den saken är korrekt har förblivit en katolsk tvistefråga.

## Bakgrund
Den förste påve som förklarade att artificiella preventivmedel inte var tillåtna var Pius XI, år 1930. Under Andra Vatikankonciliet 1962–1965 avhandlades många frågor av värde för tidens katoliker, men frågan om preventivmedel var inte en av dem, även om ett par biskopar tog upp saken. Preventivmedelsfrågan skulle hanteras av en särskild påvlig kommission, tillsatt av Johannes XXIII i mars 1963. Kommissionen bestod av 15 prelater men också övriga präster samt lekmän, gifta par samt teologer, gynekologer, sociologer och andra vetenskapsmän. En stor majoritet av kommissionens ledamöter (52 mot 4 röster, 2 nedlagda) ville inte förklara artificiella preventivmedel som något ont i sig självt (intrinsic evil). Även en majoritet av biskoparna (9 mot 3, 3 nedlagda röster) hade samma åsikt. I sin slutrapport, som överlämnades i juni 1966, bad kommissionen påven att tänka mer i termer av hela äktenskapets kapacitet för barnalstring än den enskilda sexuella aktens. När påven två år senare sände ut sin encyklika, hade han dock bestämt sig för en annan linje, så att det i dokumentet står att 
"varje äktenskaplig akt nödvändigtvis måste stå öppen för fortplantningen av mänskligt liv"
Enligt Richard A. McCormick i tidskriften America handlar konflikten kring preventivmedelsfrågan i grunden om kyrkans och påvens auktoritet. Han menar att skälet till att Paulus VI gick emot sin kommissions utslag var svårigheten att gå emot tidigare påvars uttalanden utan att sätta påvestolens auktoritet i fara. Paulus VI utfärdade inte några ytterligare encyklikor under de återstående tio åren av sitt pontifikat.

## Encyklikans mottagande
Många katoliker välkomnade encyklikan men den väckte även stort motstånd, särskilt i västvärlden. Att delar av kommissionens interna material och slutrapport läckt ut till pressen var säkert en stor bidragande orsak till att katolska tidningar som amerikanska National Catholic Reporter och engelska The Tablet uttryckte chock över budskapet. Biskopskonferenser skickade ut herdabrev som varierade från enbart beröm över encyklikan till att modifiera encyklikans budskap. Patrick O'Boyle, ärkebiskop av Washington, skrev till sina 1300 präster att de inte fick predika något som stred mot innehållet i encyklikan och inte heller i enskild själavård tillämpa principer som stred mot Humanae Vitae. Den nordiska biskopskonferensen hörde till dem som förutom att tala om encyklikans varma uppskattning av och omsorg om äktenskapet även påpekade att encyklikan inte tillhörde påvens ofelbara uttalanden, samt att
"om någon av tungt vägande och välöverlagda skäl inte kan bli övertygad av rundskrivelsens argumentering, så har det alltid medgetts att han får ha en annan uppfattning än den som framställs i en icke ofelbar kyrklig utsaga. Ingen får anses som en dålig katolik därför att han har en sådan avvikande uppfattning."

## Öppen deklaration av avvikande åsikt
Motståndet mot Humanae Vitae ledde till öppet motstånd från många teologer, av ett slag som sällan yttrats mot den Katolska kyrkans officiella lära. Ett dussin moralteologer vid Catholic University of America i Washington D.C., ledda av Charles Curran, skrev snabbt ihop ett uttalande mot encyklikans metodologi, ecklesiologi och slutsatser som redan den 30 juli samlat ihop underskrifter av 87 katolska akademiker, ett antal som småningom steg till 600 varav Bernard Haring tillhörde de mest namnkunniga. Ett antal europeiska teologer som samlades i Amsterdam den 18–19 september samlades om ett likaledes avståndstagande uttalande.

## Preventivmedelsfrågan efterHumanae Vitae
Vad gäller preventivmedel har de troende katolikerna delats i två grupper: de som tror på och försöker följa Humanae Vitae respektive de som ignorerar dess lära med gott samvete. Till dem som inte anser den bindande hör teologen Bernard Lonergan, som i Catholic New Times den 14 oktober 1984 menade att den traditionella synen bygger på en föråldrad syn på biologiska funktioner, som härrör sig från bland annat Aristoteles. Aristoteles kände inte till det kvinnliga ägget och såg den manliga sädesvätskan som näring, som genom varje ejakulation i en kvinna påverkade henne till fruktsamhet. Genom detta synsätt är varje vaginalt samlag delaktigt i fortplantningen, men när vi vet att varje samlags chans att påverka möjligheten till barn är statistik blir det, enligt denna åsikt, svårt att hävda att varje samlag enligt naturrätten har och ska ha med barnalstring att göra.
Under en internationell kongress som anordnades av Påvliga Lateranuniversitetet på 40-årsdagen av encyklikan Humanae Vitae den 12 maj 2008 kallade påve Benedictus XVI ämnet "så kontroversiellt, men ändå så avgörande för mänsklighetens framtid." Humanae Vitae blev "ett tecken på strid, men också kontinuitet i kyrkans lära och tradition [...] Det som var sant igår är sant även i dag."